# Brachysternus patagoniensis
Brachysternus patagoniensis är en skalbaggsart som beskrevs av Jameson och Smith 2002. Brachysternus patagoniensis ingår i släktet Brachysternus och familjen Rutelidae. Inga underarter finns listade.